# Партинико
Партинико (итал. Partinico) је насеље у Италији у округу Палермо, региону Сицилија.
Према процени из 2011. у насељу је живело 28708 становника. Насеље се налази на надморској висини од 188 м.

## Становништво
Према резултатима пописа становништва 2011. у општини је живело 31.401 становника.
| 1931.  | 1936.  | 1951.  | 1961.  | 1971.  | 1981.  | 1991.  | 2001.  | 2011.  |
| ------ | ------ | ------ | ------ | ------ | ------ | ------ | ------ | ------ |
| 22.022 | 22.960 | 24.673 | 26.119 | 25.542 | 27.931 | 27.182 | 31.003 | 31.401 |